# Chocomyšl
Chocomyšl település Csehországban, a Domažlicei járásban. Chocomyšl Únějovice, Koloveč, Kaničky és Chudenice településekkel határos. Lakosainak száma 121 fő (2024. január 1.).

## Galéria

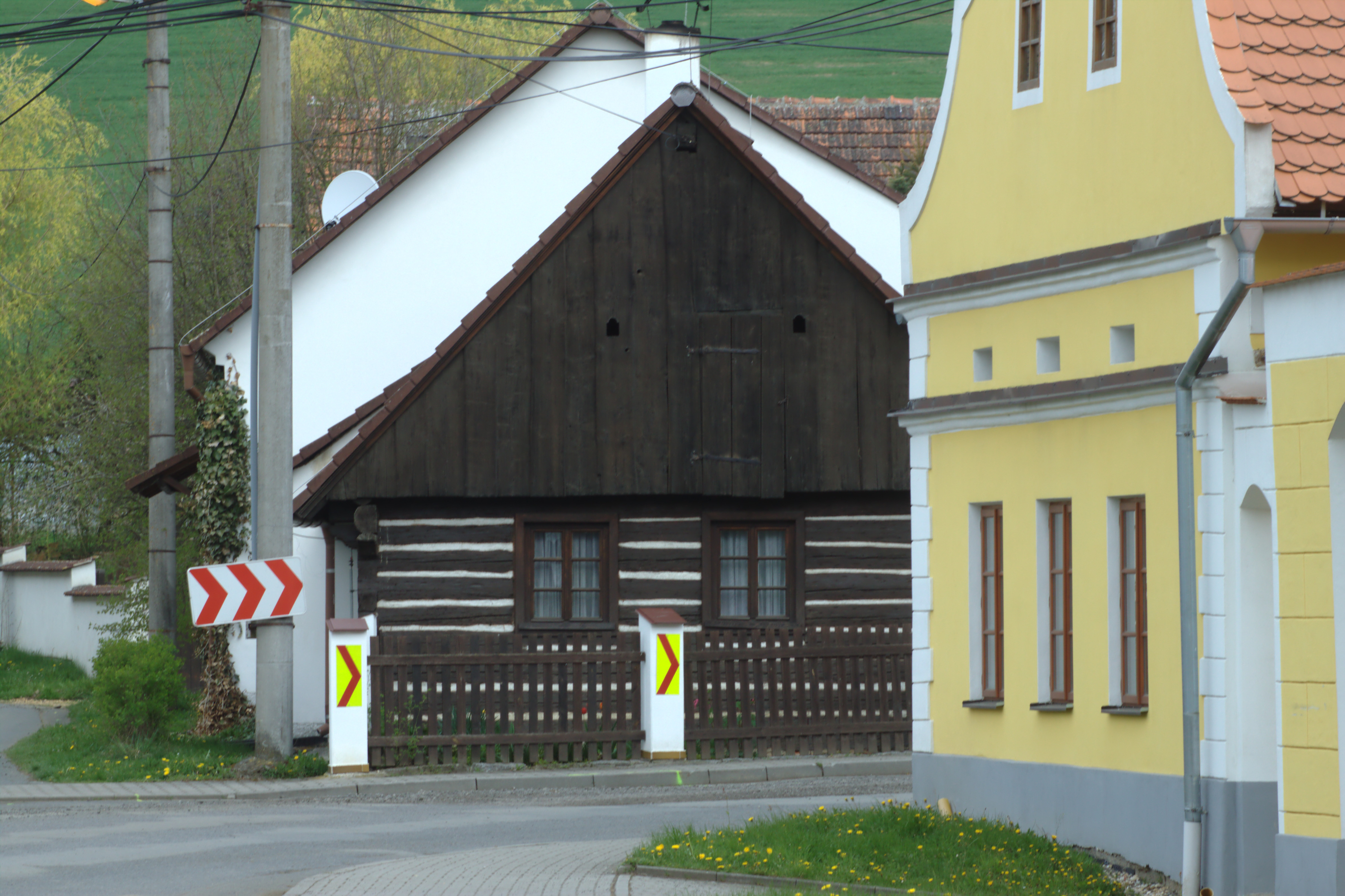
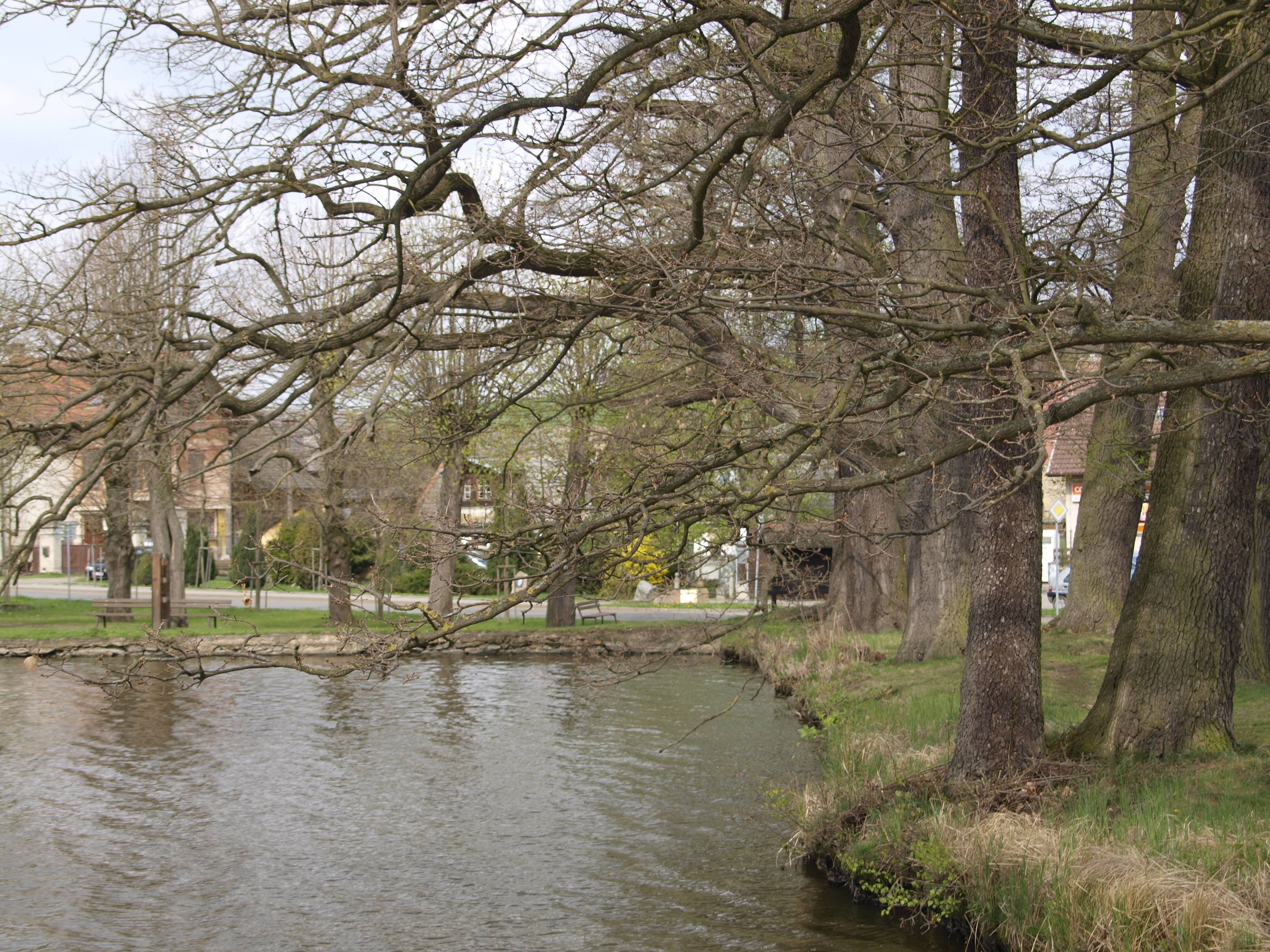
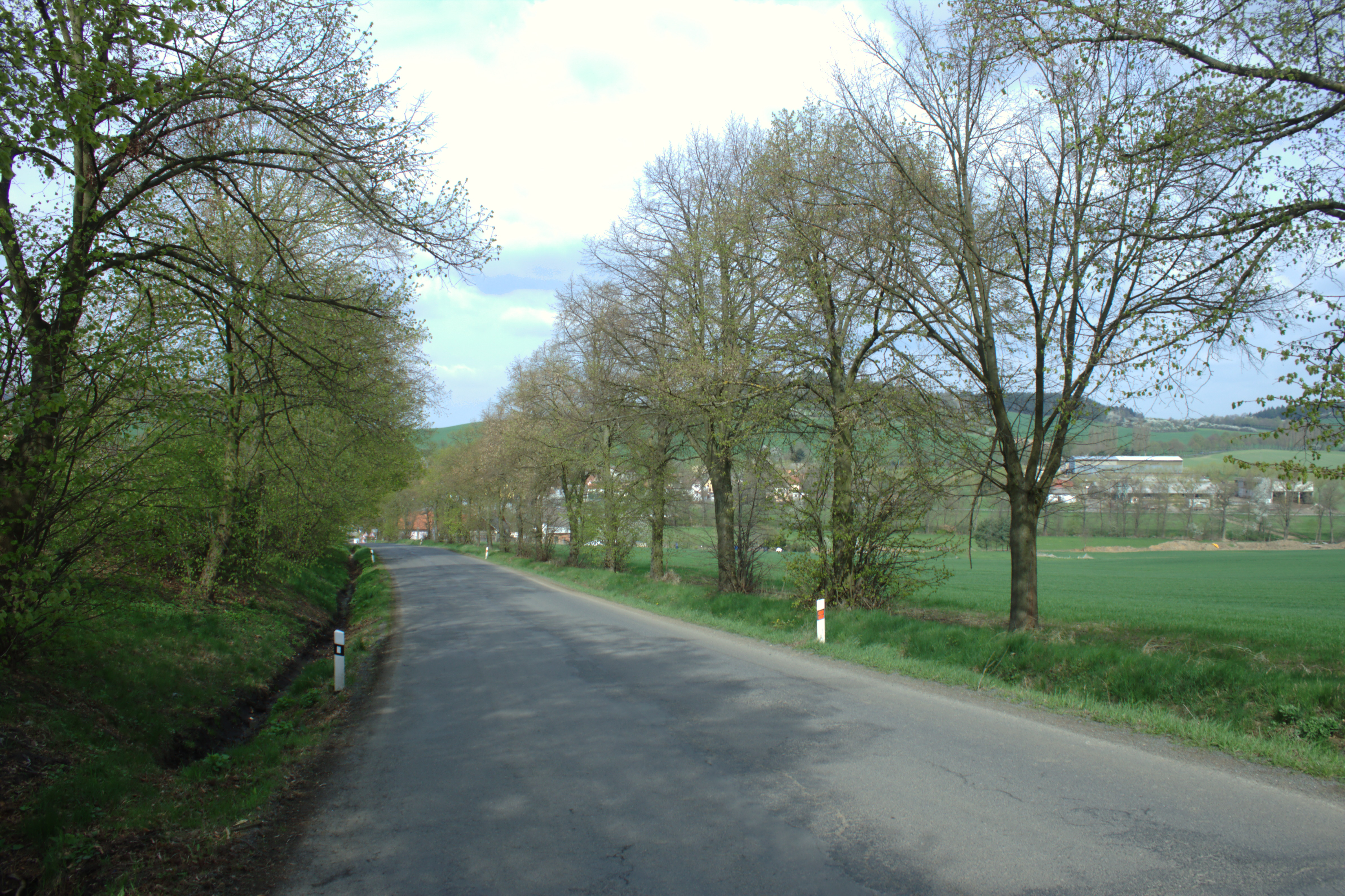

## Népesség
A település lakosságának változását az alábbi diagram mutatja:
| Lakosok száma | 237  | 250  | 230  | 156  | 180  | 166  | 113  | 115  | 113  | 121  |
|               | 1869 | 1890 | 1921 | 1950 | 1980 | 2001 | 2017 | 2019 | 2022 | 2024 |